# Kim oanh mỏ đỏ

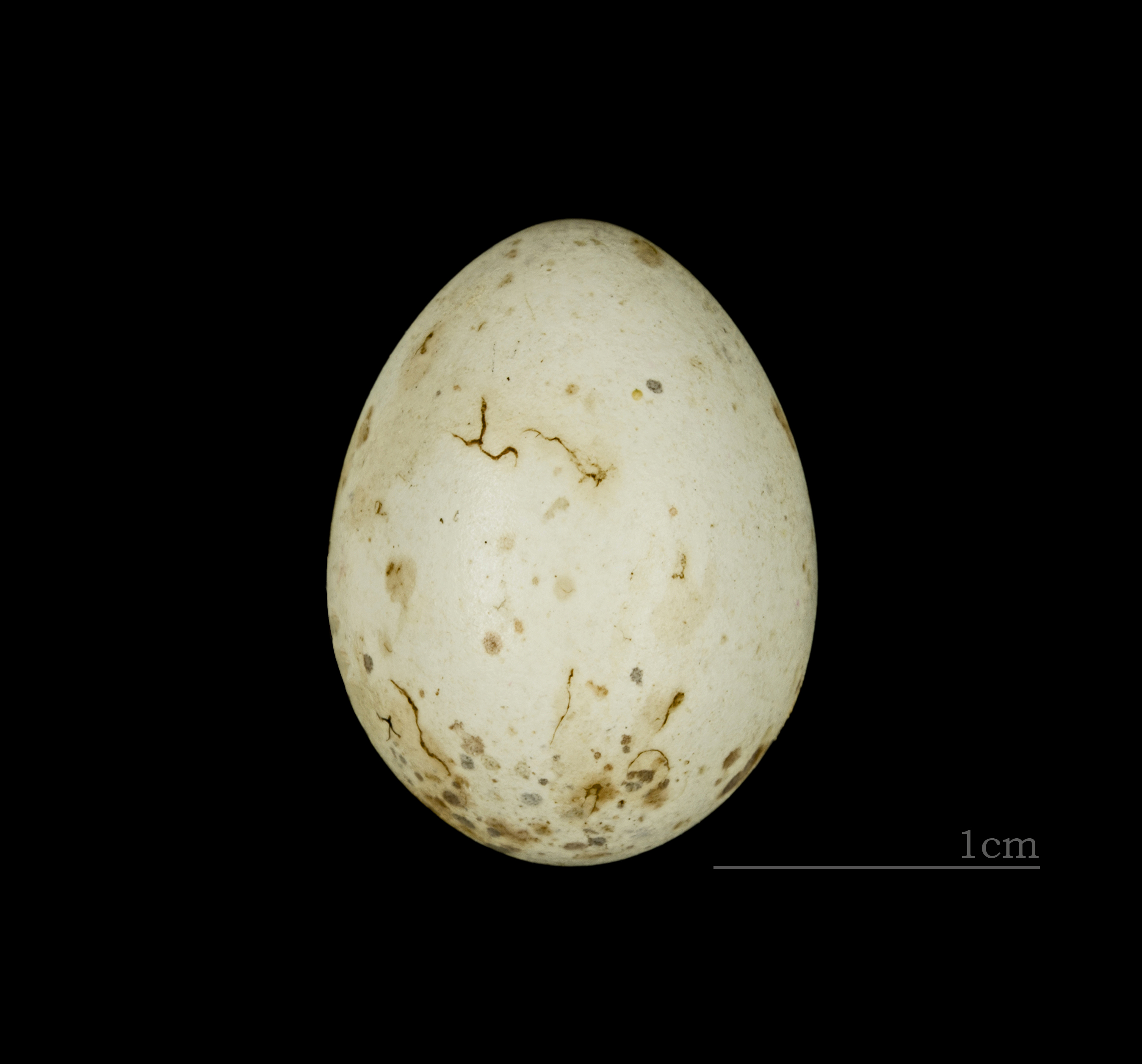
Leiothrix lutea calipyga

Kim oanh mỏ đỏ (danh pháp hai phần: Leiothrix lutea) là một loài chim thuộc họ Kim oanh (trước đây xếp trong họ Họa mi). Loài này phân bố ở tiểu lục địa Ấn Độ. Chim trưởng thành có mỏ màu đỏ sáng và vòng màu vàng mờ quanh mắt. Lưng của chúng có màu xanh ôliu và cổ họng màu vàng sáng, cằm vàng.